# Bud Westmore
George Hamilton “Bud” Westmore, geboren als Hamilton Adolph Westmore, (* 13. Januar 1918 in New Orleans, Vereinigte Staaten; † 24. Juni 1973 in Los Angeles, Kalifornien, Vereinigte Staaten) war ein US-amerikanischer Maskenbildner.

## Leben und Wirken
Bud Westmore war neben seinem Bruder Wally einer der bekanntesten und, mit über 500 Filmaufträgen, auch produktivsten Maskenbildner in dreieinhalb Jahrzehnten Hollywood‘scher Filmgeschichte. Der Sohn des aus England in die USA ausgewanderten George Westmore (1879–1931), der ursprünglich als Friseur gearbeitet und 1917 die erste Make-up-Abteilung in Hollywood auf die Beine gestellt hatte, kam als Kind nach Los Angeles, wo er über den Vater rasch Kontakt zur Filmbranche knüpfte. Er wie seine fünf Brüder Monte (1902–1940), Perc (1904–1970), Ern (1904–1967), Wally (1906–1973) und Frank Westmore (1923–1985) traten in die Fußstapfen des Vaters und wurden als „The Westmore Family“ sehr gefragte Maskenbildner. Gemeinsam gründeten sie zwei familieneigene Firmen, das House of Westmore Salon und das House of Westmore Cosmetics.
Bud Westmore begann seine Maskenbildner-Tätigkeit 1938 im Dienste der 20th Century Fox, der erste von ihm betreute Star war Ruby Keeler. Weitere Arbeitgeber Westmores, der 1937 kurzzeitig mit der Hollywood-Schauspielerin Martha Raye verheiratet gewesen war, waren Warner Brothers, Paramount und die Eagle Lion Studios, ehe er zu den Universal City Studios ging und 1947 zum Chef von deren Maskenbildner-Abteilung aufstieg. Dort blieb er bis kurz vor seiner Pensionierung Anfang der 1970er Jahre. Über viele Jahre hinweg war Westmore vor allem an B-Pictures beteiligt; dies änderte sich erst im Laufe der 1950er Jahre.
In seinem arbeitsintensiven Leben schuf Westmore die Masken bzw. das Make-up für eine Fülle von Topstars der Branche, darunter die Damen Lana Turner, Simone Signoret, Elizabeth Taylor, Doris Day, Julie Andrews und Shirley MacLaine sowie die Herren James Stewart, Spencer Tracy, John Wayne, Gregory Peck, Marlon Brando, Paul Newman und, mit besonderem Aufwand 1962, Tony Curtis, Frank Sinatra, Burt Lancaster, Kirk Douglas und Robert Mitchum. Die letztgenannten fünf Stars waren unter den von Westmore geschaffenen Masken in John Hustons Thriller Die Totenliste kaum mehr zu erkennen. Für den Lon Chaney senior darstellenden James Cagney hatte Bud Westmore bereits wenige Jahre zuvor die sehr intensiven Filmmasken in der Schauspielerbiografie Der Mann mit den 1000 Gesichtern kreiert.
Der in zweiter Ehe mit der Filmschauspielerin Rosemary Lane verheiratete Westmore, der seinen Geburtsnamen Hamilton Adolph Westmore aus nachvollziehbaren Gründen seit dem Zweiten Weltkrieg offiziell in George Hamilton Westmore ändern ließ, verfasste auch zwei Bücher über weibliche Schönheitskosmetik mit den Titeln „The Westmore Beauty Book“ und „Beauty, Glamour and Personality“.

## Filmografie (Auswahl)
- 1938: Die goldene Peitsche (Kentucky)
- 1942: Between Us Girls
- 1945: Schlachtgewitter am Monte Cassino (The Story of G.I. Joe)
- 1946: Die Gräfin von Monte Christo (The Wife of Monte Cristo)
- 1946: Der Würger im Nebel (Strangler of the Swamp)
- 1947: Singapur (Singapore)
- 1947: Der Verbannte (The Exile)
- 1947: Geheimnis hinter der Tür (The Secret Beyond the Door)
- 1947: Der Senator war indiskret (The Senator Was Indiscreet)
- 1947: Das Netz (The Web)
- 1947: Der rote Teufel (The Red Stallion)
- 1947: Die Wildwest-Witwe (The Wistful Widow of Wagon Gap)
- 1948: Abbott und Costello treffen Frankenstein (Abbott and Costello Meet Frankenstein)
- 1948: Im Lande der Kakteen (Mexican Hayride)
- 1948: Gewagtes Alibi (Criss Cross)
- 1948: Tal der Leidenschaften (Tap Roots)
- 1948: Aus dem Dunkel des Waldes (Another Part of the Forest)
- 1948: Die schwarze Maske (Black Bart)
- 1948: Qualen der Liebe (A Woman’s Vengeance)
- 1948: Betrug (Larceny)
- 1948: Rivalen am reißenden Strom (River Lady)
- 1948: Startbahn ins Glück (You Gotta Stay Happy)
- 1948: Der Mann ohne Gesicht (Rogues’ Regiment)
- 1948: Fünf auf Hochzeitsreise (Family Honeymoon)
- 1949: Kokain (Johnny Stool Pigeon)
- 1949: Rebellen der Steppe (Calamity Jane and Sam Bass)
- 1949: Die schwarzen Teufel von Bagdad (Bagdad)
- 1949: Auf Leben und Tod (The Fighting O'Flynn)
- 1949: Die Geschichte der Molly X (The Story of Molly X)
- 1949: Tödlicher Sog (Undertow)
- 1949: Die rote Schlucht (Red Canyon)
- 1949: Spielfieber (The Lady Gambles)
- 1949: Die Brut des Satans (City Across the River)
- 1949: Liebe auch ohne Patent (Free for All)
- 1949: Abandoned
- 1950: Francis, ein Esel – Herr General (Francis)
- 1950: Ins Leben entlassen (Outside the Wall)
- 1950: Dein Leben in meiner Hand (Woman in Hiding)
- 1950: I Was a Shoplifter
- 1950: Winchester 73
- 1950: Mein Freund Harvey (Harvey)
- 1950: Abgeschoben (Deported)
- 1950: Abbott und Costello als Legionäre (Abbott and Costello in the Foreign Legion)
- 1950: Sierra
- 1950: Verliebt, verlobt, verheiratet (Peggy)
- 1950: Gefährliche Mission (Wyoming Mail)
- 1950: Ärger in Cactus Creek (Curtain Call in Cactus Creek)
- 1950: Geheimpolizist Christine Miller (Undercover Girl)
- 1950: Der Wüstenfalke (The Desert Hawk)
- 1950: Südsee-Vagabunden (South Sea Sinner)
- 1950: Ohne Gesetz (Saddle Tramp)
- 1950: Blutrache in Montana (The Showdown)
- 1950: Reiter ohne Gnade (Kansas Raiders)
- 1950: Verfemt (The Kid from Texas)
- 1951: Tomahawk – Aufstand der Sioux (Tomahawk)
- 1951: Trommeln des Todes (Apache Drums)
- 1951: Schwester Maria Bonaventura (Thunder on the Hill)
- 1951: Ausgezählt (Iron Man)
- 1951: Dschingis Khan – Die goldene Horde (The Golden Horde)
- 1951: Mord in Hollywood (Hollywood Story)
- 1951: Die Höhle der Gesetzlosen (Cave of Outlaws)
- 1951: Die Diebe von Marschan (The Prince Who Was a Thief)
- 1951: Ein Wochenende mit Papa (Week-End with Father)
- 1951: Die Flamme von Arabien (Flame of Araby)
- 1951: Das Zeichen des Verräters (Mark of the Renegade)
- 1951: Spielschulden (The Lady Pays Off)
- 1951: Piraten von Macao (Smuggler‘s Island)
- 1952: Zu allem entschlossen (Meet Danny Wilson)
- 1952: Meuterei am Schlangenfluß (Bend of the River)
- 1952: Hat jemand meine Braut gesehen? (Has Anybody Seen My Gal?)
- 1952: Das schwarze Schloß (The Black Castle)
- 1952: Unternehmen Rote Teufel (Red Ball Express)
- 1952: Der Sohn von Ali Baba (Son of Ali Baba)
- 1952: Flucht vor dem Tode (The Cimarron Kid)
- 1952: Schüsse in New Mexico (The Duel at Silver Creek)
- 1952: Bronco Buster
- 1952: Gier nach Gold (The Raiders)
- 1952: Unter falscher Flagge (Yankee Buccaneer)
- 1952: Der Schatz im Canyon (The Treasure of Lost Canyon)
- 1952: Der rote Engel (Scarlet Angel)
- 1952: Aus Liebe zu Dir (Because of You)
- 1953: Die Stadt unter dem Meer (City Beneath the Sea)
- 1953: Der große Aufstand (The Great Sioux Uprising)
- 1953: Auf verlorenem Posten (The Lone Hand)
- 1953: Der Prinz von Bagdad (The Veils of Bagdad)
- 1953: Feuerkopf von Wyoming (The Redhead from Wyoming)
- 1953: Seminola (Seminole)
- 1953: Der Mann vom Alamo (The Man from Alamo)
- 1953: Abbott und Costello gegen Dr. Jekyll und Mr. Hyde (Abbott and Costello Meet Dr. Jekyll and Mr. Hyde)
- 1953: Die Todesbucht von Louisiana (Thunder Bay)
- 1954: Der Schrecken vom Amazonas (Creature from the Black Lagoon)
- 1954: Die Glenn Miller Story (The Glenn Miller Story)
- 1954: Attila, der Hunnenkönig (Sign of the Pagan)
- 1954: Über den Todespaß (The Far Counry)
- 1955: Tarantula
- 1955: Was der Himmel erlaubt (All That Heaven Allows)
- 1955: Metaluna IV antwortet nicht (This Islands Earth)
- 1956: In den Wind geschrieben (Written on the Wind)
- 1956: Wem die Sterne leuchten (4 Girls in Town)
- 1957: Der Mann mit den 1000 Gesichtern (Man of a Thousand Faces)
- 1957: Die unglaubliche Geschichte des Mister C. (The Incredible Shrinking Man)
- 1957: Tammy
- 1957: Die Uhr ist abgelaufen (Night Passage)
- 1957: Duell in den Wolken (The Tarnished Angels)
- 1957: Vier Pfeifen Opium (The Quiet American)
- 1958: Im Zeichen des Bösen (Touch of Evil)
- 1958: Zeit zu leben und Zeit zu sterben (A Time to Love and a Time to Die)
- 1958: Der Schrecken schleicht durch die Nacht (Monster on the Campus)
- 1958: Zu jung (The Restless Years)
- 1959: Solange es Menschen gibt (Imitation of Life)
- 1959: Tausend Meilen Staub (Rawhide) (Fernsehserie)
- 1959: Der Fischer von Galiläa (The Big Fisherman)
- 1959: Unternehmen Petticoat (Operation Petticoat)
- 1959: Bettgeflüster (Pillow Talk)
- 1960: Wer den Wind sät (Inherit the Wind)
- 1960: Spartacus
- 1960: Mitternachtsspitzen (Midnight Lace)
- 1961: Ein Pyjama für zwei (Lover Come Back)
- 1961: Ein Hauch von Nerz (That Touch of Mink)
- 1962: Wer die Nachtigall stört (To Kill a Mockingbird)
- 1962: Der häßliche Amerikaner (The Ugly American)
- 1962: Die Totenliste (The List of Adrian Messenger)
- 1963: Eine total, total verrückte Welt (It‘s a Mad Mad Mad Mad World)
- 1963: Captain Newman (Captain Newman M.D.)
- 1963: Ein Goldfisch an der Leine (Man‘s Favorite Sport?)
- 1964: Monsieur Cognac (Wild and Wonderful)
- 1964: Zwei erfolgreiche Verführer (Bedtime Story)
- 1964: Er kam nur nachts (The Night Walker)
- 1965: Fremde Bettgesellen (Strange Bedfellows)
- 1965: Es geschah um 8 Uhr 30 (I Saw What You Did)
- 1965: Die 27. Etage (Mirage)
- 1965: Der Mann vom großen Fluß (Shenandoah)
- 1965: Die Normannen kommen (The War Lord)
- 1965: Der Schuß (Moment to Moment)
- 1965: Rancho River (The Rare Breed)
- 1965: New York Expreß (Blindfold)
- 1964–66: Die Munsters (The Munsters) (Fernsehserie)
- 1966: Madame X
- 1966: Drei Fremdenlegionäre (Beau Geste)
- 1966: Südwest nach Sonora (The Appaloosa)
- 1966–67: Pistolen und Petticoats (Pistols and Petticoats) (Fernsehserie)
- 1967: Tobruk
- 1967: Modern Millie – Reicher Mann gesucht (Thoroughly Modern Millie)
- 1967: Laredo (Fernsehserie)
- 1967: Immer wenn er Pillen nahm (Mr. Terrific) (Fernsehserie)
- 1967: Die Gewaltigen (The War Wagon)
- 1967: Als Jim Dolan kam (Rough Night in Jericho)
- 1967: Der Etappenheld (The Secret War of Harry Frigg)
- 1967: Nur noch 72 Stunden (Madigan)
- 1968: Coogans großer Bluff (Coogan’s Bluff)
- 1968: Istanbul Expreß (Istanbul Express)
- 1968: Die Unerschrockenen (Hellfighters)
- 1968: Sweet Charity
- 1968: Indianapolis – Wagnis auf Leben und Tod (Winning)
- 1969: Topas
- 1969: Blutige Spur (Tell Them Willie Boy is Here)
- 1969: Airport
- 1969: Colossus
- 1969: Ihr Auftritt, Al Mundy (It Takes a Thief) (Fernsehserie)
- 1970: Ein Sheriff in New York (McCloud) (Fernsehserie)
- 1970: Ständig in Angst (Hauser’s Memory)
- 1970: Andromeda – Tödlicher Staub aus dem All (The Andromeda Strain)
- 1969–71: Dr. med. Marcus Welby (Marcus Welby, M.D.) (Fernsehserie)
- 1970: Abrechnung in Gun Hill (Shootout)
- 1971: Heißes Gold aus Calador (One More Train to Rob)
- 1972: … Jahr 2022 … die überleben wollen (Soylent Green)
- 1973: The Meanest Men in the West